# Pique (film)
Pique è un cortometraggio muto del 1916 diretto da Lawrence Marston che si basa sul lavoro teatrale omonimo di Augustin Daly andato in scena in prima a Broadway al Daly's Fifth Avenue Theatre il 14 dicembre 1875.

## Produzione
Il film fu prodotto dalla Biograph Company.

## Distribuzione
Distribuito dalla General Film Company, il film - un cortometraggio in tre bobine - uscì nelle sale cinematografiche statunitensi il 16 febbraio 1916.
Non si conoscono copie ancora esistenti della pellicola che viene considerata presumibilmente perduta.